# Elkhorn (Wisconsin)
Elkhorn is een plaats (city) in de Amerikaanse staat Wisconsin, en valt bestuurlijk gezien onder Walworth County.

## Demografie
Bij de volkstelling in 2000 werd het aantal inwoners vastgesteld op 7305. In 2006 is het aantal inwoners door het United States Census Bureau geschat op 9080, een stijging van 1775 (24,3%).

## Geografie
Volgens het United States Census Bureau beslaat de plaats een oppervlakte van 18,9 km², waarvan 18,8 km² land en 0,1 km² water. Elkhorn ligt op ongeveer 287 m boven zeeniveau.

## Plaatsen in de nabije omgeving
De onderstaande figuur toont nabijgelegen plaatsen in een straal van 12 km rond Elkhorn.

## Geboren in Elkhorn
- Harry Melges (1930-2023), zeiler